# Uniwersał połaniecki

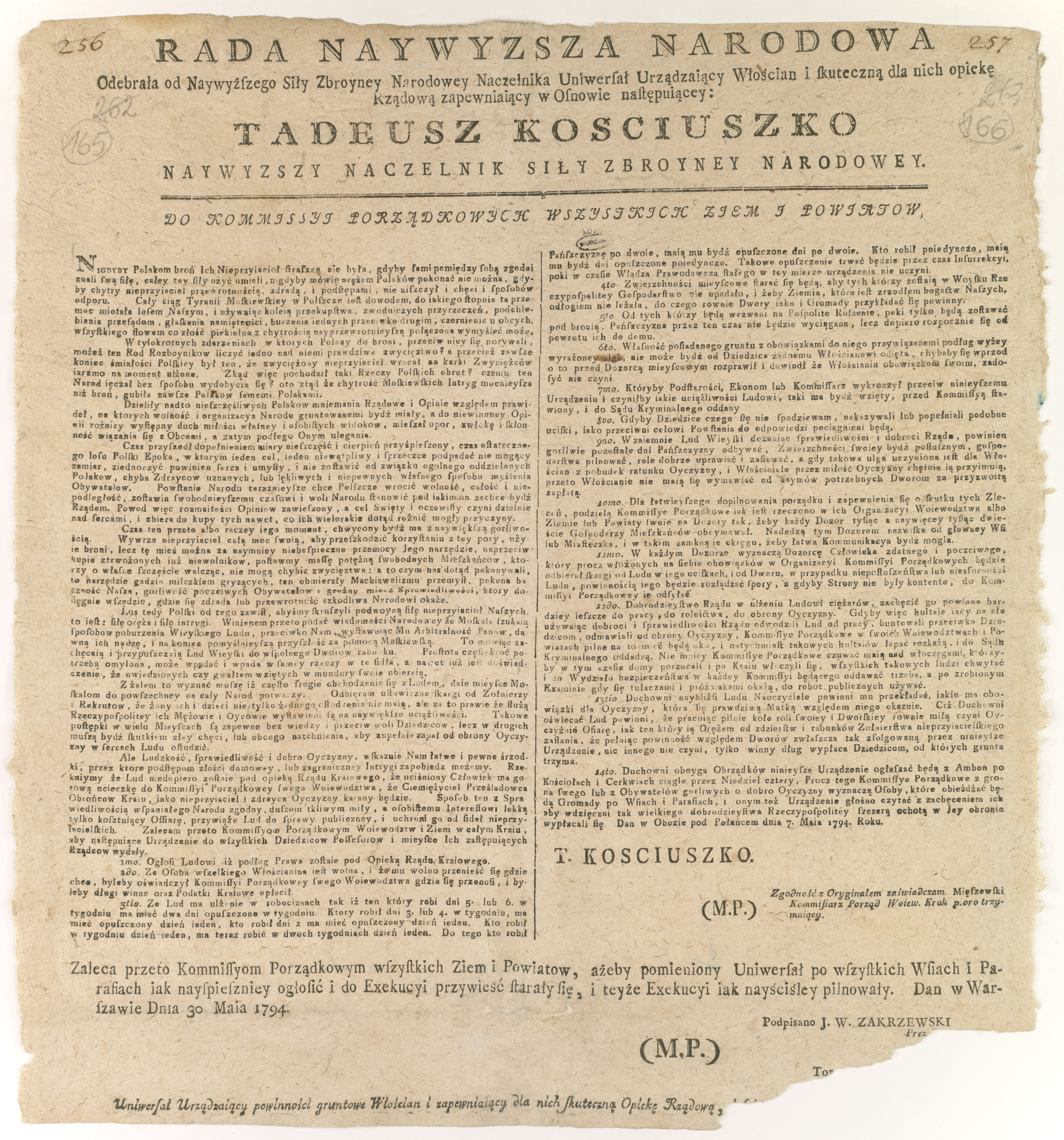
Uniwersał połaniecki

Uniwersał połaniecki (właściwie Uniwersał urządzający powinności gruntowe włościan i zapewniający dla nich skuteczną opiekę rządową, bezpieczeństwo własności i sprawiedliwość w komisjach porządkowych) – akt prawny wydany przez Tadeusza Kościuszkę 7 maja 1794 roku w okolicach miasta Połaniec. Formalnie był wydany w imieniu rządu krajowego Rzeczypospolitej Obojga Narodów w oparciu o art. IV Konstytucji Trzeciego Maja.

## Charakter
Był to drugi po Konstytucji 3 maja i zarazem ostatni akt prawny Rzeczypospolitej, który formalnie przyznawał ograniczoną wolność osobistą chłopom pańszczyźnianym. Uniwersał ten, jak większość aktów prawnych wydanych w czasie insurekcji kościuszkowskiej, nie przetrwał jej upadku i nie miał prawie żadnego wpływu na faktyczną sytuację chłopów. Głównym powodem jego wydania było zalegalizowanie oddziałów kosynierów i umożliwienie chłopom walki zbrojnej w ramach armii powstańczej. Uniwersał stanowił jednak ukoronowanie reform polskiego Oświecenia i z biegiem lat nabrał znaczenia symbolicznego.

## Treść
Postanowienia Uniwersału dotyczyły:
- ograniczenia poddaństwa chłopów,
- nadania im wolności osobistej,
- przyznania prawa opuszczenia ziemi, po spełnieniu określonych warunków (spłata długów, zaległych podatków, zawiadomienie wojewódzkiej komisji porządkowej),
- uznania ograniczonego prawa chłopów do dochodzenia swoich spraw w sądach,
- zapewnienia nieusuwalności z ziemi, zakazania rugów i potwierdzenia własności podległej,
- zmniejszenia pańszczyzny od 1/3 do 1/2, z obietnicą dalszych ulg po wygranym powstaniu,
- zawieszenie wykonania pańszczyzny chłopom powołanym do wojska,
- polecenia zawierania umów między szlachtą a chłopami,
- wprowadzenia urzędu dozorcy, który był pierwszym w dziejach Polski urzędnikiem państwowym reprezentującym sprawy chłopskie. Jeden dozorca miał mieć pod swoją opieką okręg liczący ok. 1000 gospodarstw. Miał dbać o przestrzeganie postanowień Uniwersału.

W toku insurekcji zapowiedziano uwłaszczenie chłopów – uczestników powstania z gruntów narodowych i skonfiskowanych zdrajcom.

## Dozorcy
Dozorcy byli urzędnikami państwowi, mającymi opiekować się chłopami, kontrolować szlachtę, pośredniczyć w sporach między chłopami i szlachtą, czuwać nad tzw. 'bezpieczeństwem publicznym' (strach wywoływały u władz potencjalne bunty chłopskie). Ponadto do ich zadań miały należeć: spisy ludności, utrzymanie dróg i mostów, rozwój rolnictwa, ochrona lasów, opieka nad szkołami wiejskimi. Dozorców miały ustanawiać wojewódzkie komisje porządkowe, a potem szlachta, mieszczanie, władze miejskie i gromady wiejskie. Dozorcami mogły być osoby umiejące czytać, pisać, liczyć i cieszące się dobrą opinią. Odwołania od decyzji dozorców miały rozpatrywać komisje porządkowe.
Dla uczczenia wydania Uniwersału i pamięci o nim, w setną rocznicę śmierci Tadeusza Kościuszki usypano w Połańcu Kopiec Kościuszki.